# Griffin-Bacal Advertising
Griffin-Bacal Advertising é uma agência global de publicidade fundada em 1978 por Tom Griffin e Joe Bacal. Um de seus primeiros clientes foi a Hasbro, que empregaram seus serviços para chegar com campanhas publicitárias para diversas de suas linhas de brinquedos, tais como "G.I. Joe: A Real American Hero" e Transformers. No ápice da companhia, a empresa foi a maior empresa de publicidade do mundo. Em 1994, Griffin Bacal foi comprada pela DDB Worldwide, mas em 2000 deixou a Hasbro empregando seus serviços. Isto resultou na Griffin-Bacal demitindo dois terços do pessoal Na sequência destes acontecimentos e com à reforma da Tom Griffin e Joe Bacal, a Omnicom, controladora da companhia, decidiu fundir Griffin Bacal com Moss Dragoti em 2001.